# Reggimento "Cavalleggeri di Sardegna"
Il Reggimento "Cavalleggeri di Sardegna" (anche Cavalleggeri di Sardegna, successivamente Corpo dei Moschettieri di Sardegna) fu un reggimento di cavalleria dell'Armata Sarda del Regno di Sardegna prima e del Regio Esercito, nonché uno dei reparti di Cavalleria italiana di formazione più antica sciolto dopo la fine della seconda guerra mondiale.

## Storia

### Regno di Sardegna

#### Origini

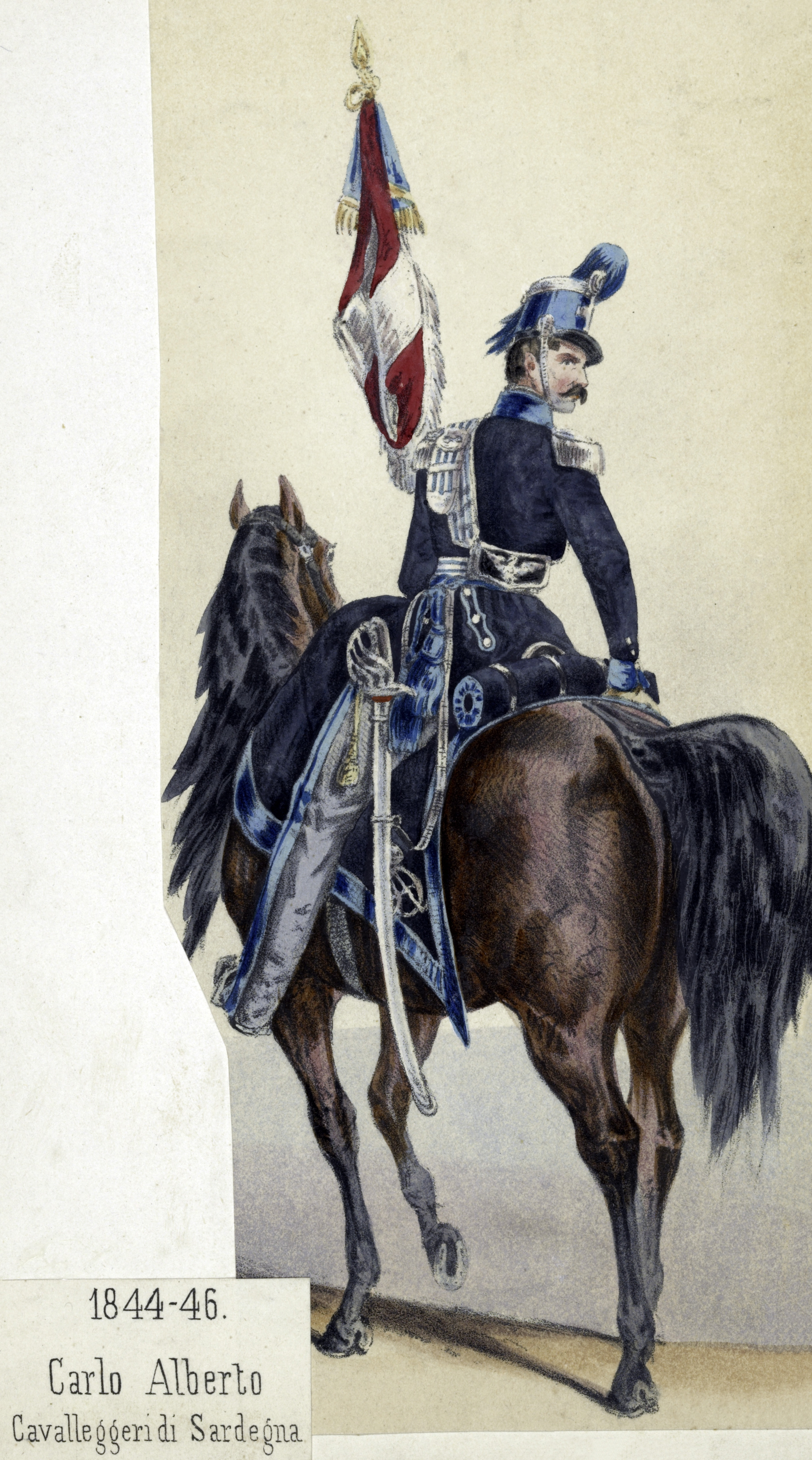
Porta stendardo del Reggimento "Cavalleggeri di Sardegna" nell'uniforme del reggimento 1844-46

Traggono origine dai Dragoni di Sardegna, istituiti da Vittorio Amedeo II di Savoia, primo re di Sardegna di casa Savoia, nel 1726 per mantenere l'ordine pubblico nell'Isola, e in particolare contrastare fenomeni di brigantaggio e di banditismo.
Il Corpo tenne un ottimo comportamento, insieme ai miliziani sardi, nel 1793, durante il fallito tentativo francese di occupazione della Sardegna, sorretto da un'imponente squadra navale (tra le unità della cavalleria miliziana sarda si distinse, nella difesa di Cagliari e del Regno, la compagnia di Villasor comandata da don Francesco Vaquer, coadiuvato dal primogenito don Giuseppe Andrea Vaquer).
Nel 1808 cambiò ancora denominazione, divenendo il Reggimento Cavalleggeri di Sardegna, dieci anni dopo assunse invece il nome di Corpo dei Moschettieri di Sardegna e, solo un anno dopo (2 giugno 1819), quello di Corpo dei Cacciatori reali di Sardegna.
Questo reparto era costituito da uno Stato maggiore con il colonnello comandante e quattro ufficiali, quattro compagnie a cavallo e quattro a piedi, con un organico complessivo di 24 ufficiali e 677 uomini di truppa. In questo periodo il compito fondamentale dei Cacciatori di Sardegna era la lotta senza quartiere al banditismo.

#### Nei Carabinieri
Il 16 ottobre 1822 il re Carlo Felice istituiva il Corpo dei Carabinieri reali di Sardegna che incorporò i Cacciatori reali, proprio per il loro buon risultato nel compito del mantenimento dell'ordine pubblico. L'incorporazione ebbe termine il 1º aprile 1823 e, poiché era stato stabilito che la forza comprendesse 425 carabinieri a cavallo e 100 a piedi, 145 Cacciatori reali in esubero furono trasferiti nei corpi degli Stati di terraferma (Savoia, Nizza, Piemonte, Liguria).
Nel 1832 il governo del re Carlo Alberto decise la ricostituzione del Reggimento Cavalleggeri di Sardegna, che venne organizzato su due “divisioni”, quattro “squadroni”, 13 “distaccamenti” e ben 65 “posti”, spesso composti da pochi cavalleggeri. Come intuibile, tale organizzazione territoriale era finalizzata al mantenimento delle condizioni minimali dell'ordine pubblico in un momento di grave crisi sociale ed economica dell'Isola, che vede i cavalleggeri duramente impegnati contro il banditismo.
In questi anni verranno conferite ben tre medaglie d'oro ad ufficiali dei Cavalleggeri di Sardegna per il non comune coraggio dimostrato in varie occasioni: sono i capitani Gerolamo Berlinguer (Sassari, 25 giugno 1835), Efisio Falqui Pes (Cagliari, 12 febbraio 1836) ed Agostino Castelli (Orgosolo, 1840).
Il deteriorarsi della situazione della sicurezza pubblica oltre che la necessità di omologare i reparti militari durante una fase di profonda riorganizzazione portarono, con la legge n. 1505 del 21 aprile 1853, alla soppressione del Reggimento Cavalleggeri di Sardegna ed alla contemporanea ricostituzione del Corpo dei Carabinieri reali in Sardegna.
Il reparto seguirà, a partire dall'unificazione italiana nel 1861, le vicende dei Reali Carabinieri, con lo scioglimento del corpo e l'incorporazione nella neocostituita Legione carabinieri Sardegna.

### Regno d'Italia
Nel dicembre 1914, all'approssimarsi dell'entrata dell'Italia nella prima guerra mondiale, venne costituito in Ozieri il X Gruppo squadroni di nuova formazione, comprendente il 19º squadrone ed il 20º, composti quasi interamente da personale sardo. Il Gruppo era il naturale erede dei Cavalleggeri di Sardegna.

#### Prima guerra mondiale
Con la dichiarazione di guerra italiana all'Impero austro-ungarico (24 maggio 1915), veniva subito inviato in zona operativa, sul basso corso dell'Isonzo e presso Monfalcone, con base a Isola Morosini.
Dopo i primi mesi di guerra, passati svolgendo numerosi pattugliamenti e perlustrazioni sotto il comando dei capitani Bolla (deceduto dopo qualche tempo alla guida del suo aereo durante uno scontro nei cieli di Medea sull'Isonzo), Segre e Rizzardo di Spilimbergo, giungeva l'ordine di scioglimento di tutti i reparti di Cavalleria di recente formazione al fine di rafforzare quelli di consolidata esistenza. Si deve evidenziare, infatti, che all'entrata in guerra l'Italia poteva schierare ben trenta reggimenti di Cavalleria.
Ad impedire la completa smobilitazione del Gruppo intervenne personalmente S.A.R. il Conte di Torino, Ispettore generale dell'Arma di Cavalleria: veniva, quindi, ordinata l'immediata ricostituzione del 19º squadrone (dicembre 1915) che assunse la denominazione di 19º Squadrone Sardo – Nuova Formazione (N.F.) proprio perché costituito quasi interamente da cavalleggeri sardi.
Nel maggio del 1916 lo Squadrone Sardo veniva aggregato al Reggimento Cavalleggeri di Lodi ed inviato in Albania per coprire la tragica ritirata verso la costa adriatica dell'esercito serbo, sconfitto dalle truppe austro-ungariche.
Per circa due anni lo Squadrone Sardo svolse una logorante attività di pattugliamento e perlustrazione lungo la sponda sinistra del fiume Vojussa e, grazie all'ausilio di barconi della Marina, con veri e propri raid notturni sulla sponda destra occupata dal nemico.
Nell'estate del 1918 lo Squadrone prese parte alla grande offensiva che avrebbe portato le nostre truppe ai confini della Bulgaria.
Il 27 giugno 1918, infatti, veniva costituita la Colonna di Cavalleria (quattro squadroni dei Cavalleggeri di Catania, due squadroni dei Cavalleggeri di Palermo e lo Squadrone Sardo, per un totale di 2.000 cavalleggeri) per una penetrazione in profondità nell'area Vojussa – Semeni.
Si trattava di un'impresa considerata quasi impossibile: l'aggiramento delle forti linee austro-ungariche sulla catena montuosa della Malacastra attraverso l'ampia zona paludosa compresa tra i corsi d'acqua della Vojussa e del Semeni.
Tutta la vallata del fiume Semeni, dal mare fino a Berat, per un tratto di circa settanta chilometri, fu teatro di sanguinosi e durissimi combattimenti che durarono per oltre un mese.
Il 7 luglio 1918, sempre all'avanguardia della Colonna di Cavalleria, irrompeva alla carica nel campo di aviazione austriaco di Fieri, abbattendo un aereo a fucilate, catturandone sei, prendendo oltre trecento prigionieri e l'intero materiale del campo, meritandosi quindi la citazione sul bollettino nazionale di guerra. Dal 21 al 24 luglio 1918 le truppe austro-ungariche lanciarono una serie di rabbiosi contrattacchi sul torrente Kuci che videro lo Squadrone Sardo battersi a cavallo ed a piedi con incredibile coraggio e fermezza. In questi scontri perdeva la vita anche il comandante dello Squadrone, il capitano Giovanni Battista Menini, morto eroicamente la mattina del 24 luglio.
Per i fatti dell'estate 1918 e, in particolare, per la carica di Fieri (7 luglio 1918), lo Squadrone Sardo veniva decorato con medaglia d'argento al valor militare, unico fra i reparti minori dell'Esercito.
Al termine della vittoriosa prima guerra mondiale lo Squadrone Sardo veniva sciolto.

#### Ricostituzione
Il 10 settembre 1936 veniva ricostituito a Cagliari lo Squadrone "Cavalleggeri di Sardegna", formato con personale e quadrupedi sardi su plotone comando, quattro plotoni cavalieri, un plotone mitraglieri.
Nella primavera 1940 lo squadrone è trasformato in Gruppo Squadroni ed alla vigilia del conflitto è mobilitato quale III Gruppo Squadroni "Cavalleggeri di Sardegna", formato su comando, reparto comando, tre squadroni.
Alla vigilia della seconda guerra mondiale erano alle dipendenze del XIII Corpo d'Armata con sede a Cagliari.

#### Nella seconda guerra mondiale
Durante il tragico periodo bellico rimasero sempre a presidio della Sardegna, inquadrati fra le forze di riserva mobile destinate a fronteggiare il lungamente atteso tentativo di sbarco delle truppe alleate.
Nel maggio 1942, ad Oristano, il Gruppo squadroni veniva passato in rassegna dal Capo del Governo Benito Mussolini in visita alle Forze armate dell'Isola.
Nel luglio 1943 veniva costituito il Comando Forze armate della Sardegna ed al Gruppo squadroni Cavalleggeri di Sardegna, comandato dal maggiore Enrico Cadeddu, veniva assegnata la difesa mobile del Golfo di Oristano.
L'armistizio con gli Alleati dell'8 settembre 1943 giungeva certo preceduto da qualche segnale non certo positivo, con il rafforzamento della presenza tedesca anche in Sardegna, dove faceva parte del dispositivo di difesa la 90ª Divisione Panzer grenadier, formata in buona parte da veterani della campagna d'Africa e comandata dal generale Carl Hans Lungershausen.
Il 3 settembre il comandante delle Forze armate della Sardegna generale Antonio Basso aveva ricevuto dallo Stato maggiore la famosa “memoria 44” con la quale, in vista del prossimo armistizio, veniva posto sull'avviso riguardo eventuali azioni ostili da parte dei tedeschi e riceveva l'ordine di “eliminare” le forze tedesche dalla Sardegna.
Compito non facile, vista la disparità di armamenti e la dislocazione sparsa dei reparti.
Con l'armistizio dell'8 settembre la situazione divenne estremamente difficile ed il Comando italiano riuscì ad indicare alla 90ª Divisione tedesca la direttrice di marcia (Sanluri – Oristano – Macomer – Ozieri – Tempio – Palau) per lasciare la Sardegna in direzione della Corsica. I tedeschi non ritenevano, comunque, difendibile la Sardegna ed il generale Basso riteneva, analogamente, rispettati gli ordini ricevuti in quanto veniva in qualche modo “eliminata” la presenza germanica dall'Isola.
Gli avvenimenti legati al “trasferimento” della 90ª Panzer grenadier Division in Corsica non furono tuttavia incruenti e videro defezioni italiane di reparti che seguirono i tedeschi (alcune unità della Divisione paracadutisti Nembo: un battaglione del 184° Rgt Nembo e alcuni reparti minori. Il grosso della Divisione paracadutisti costituirà il nerbo del Corpo Italiano di Liberazione prima, del Gruppo di Combattimento Folgore poi). Ci furono diversi scontri a fuoco, numerosi feriti da ambedue le parti e l'uccisione del ten. Col. Alberto Bechi Luserna MOVM.
Anche in questi tragici frangenti i Cavalleggeri di Sardegna fecero la loro parte.
La mattina del 9 settembre i Cavalleggeri comandati dal maggiore Cadeddu impedirono ad Oristano la violenta requisizione di autoveicoli da parte dei tedeschi e, soprattutto, riuscirono ad evitare, la distruzione del Ponte Mannu sul fiume Tirso programmata dalle truppe tedesche, evitando così l'interruzione delle comunicazioni fra il nord ed il sud della Sardegna in un momento così delicato.
Nel dicembre 1944 giungeva, infine, dal Regno del Sud, l'ordine di scioglimento del reparto, mentre il personale parteciperà successivamente alle operazioni di liberazione della Penisola con il Gruppo da combattimento “Cremona” dell'Esercito cobelligerante italiano.

## Onorificenze

### Decorati
- Capitano Gerolamo Berlinguer (Sassari, 25 giugno 1835)[2]
- Capitano Efisio Falqui Pes (Cagliari, 12 febbraio 1836)[3]
- Capitano Agostino Castelli (Orgosolo, 1840)[4]

## Motto del Reggimento
Il motto del Reggimento, in lingua sarda, è: Solu in sa morte zedere ("Cedere solo alla morte").

## Festa del reggimento
La festa del Reggimento si teneva il 7 luglio, anniversario del combattimento di Fieri in Albania del 1918 dove il reparto si guadagnò la Medaglia d'Argento al Valor Militare.